# Анчул
Анчул (хак. «Аңҷы» — охотник, «чол» — тропа, букв. — охотничья тропа) — село в северной части Таштыпского района Хакасии, в таежной местности.
Расстояние до райцентра — с. Таштып — 38 км, автомобильная дорога идет вдоль р. Таштып. Расстояние до ближайшей ж.-д. ст. — 63 км. Числ. нас. — 290 чел. (на 01.01.2004), в том числе хакасы — 95 %, а также шорцы, русские и др. Анчул основан в 19 в. (точной даты нет).
В годы Великой Отечественной войны на фронт ушли 97 чел., не вернулись с войны 63 чел. Крупных предприятий нет. В Анчуле имеется одна средняя общеобразовательная школа (осн. в 1913).
Село Анчул Постановлением Правительства Российской Федерации от 11.01.1993 № 22 (ред. от 23.01.2000) «О перечне районов проживания малочисленных народов Севера» отнесено к местам проживания коренного малочисленного народа — шорцев.

## Население
| 2002 | 2010 |
| ---- | ---- |
| 268  | ↗313 |